# الثورة الدستورية الفارسية
الثورة الدستورية الفارسية أوالثورة الدستورية الإيرانية (الفارسية: مشروطيت، الترجمة الحرفية: مشروطيت أو انقلاب مشروطه (تُعرف أيضًا بأنها ثورة إيران الدستورية) وتعرف في العراق باسم (حادثة المشروطة) و (حركة المشروطة والمستبدة) وقد حدثت بين الأعوام (1905-1911م). وأدت الثورة إلى إقامة مجلس نواب في بلاد فارس في عهد السلالة القاجارية التي كانت تحكم إيران .

## حادثة المشروطة
المشروطة: هي حركة سياسية قامت في إيران في عهد السلطان مظفر الدين القاجاري سنة 1905م، قادها السيد محمد الطباطبائي والسيد عبد الله البهبهاني (الذي اغتيل عام 1910م) للمطالبة برفع الإستبداد وتطبيق نظام الشورى واستطاعوا من خلالها عزل رئيس الوزراء الإيراني عين الدولة الذي كان جبّار ذلك الزمان ورجل القاجار المستميت والديكتاتور المستبد واستبداله برئيس وزراء آخر مكانه هو مشير الدولة نصر الله خان. وفي 7 تشرين الثاني 1906م أعلن النظام المشروطي وتأسس المجلس النيابي الإيراني في طهران، من نفس السنة جرت الإنتخابات العامة، وعقد جلسته الأولى التي حضرها السلطان مظفر الدين رغم مرضه الشديد وتم صياغة مواد الدستور التي تشبه مواد الدستور البلجيكي الصادر عام 1831م، وبعد أن صادق عليها الشاه توفي بعدها بأيام فتولّى بعده ابنه السلطان محمد علي ميرزا فقام بإلغاء النظام المشروطي وأبدله بالنظام الإستبدادي وفي حزيران 1908م، أطلق نيران المدفعية على المجلس وهدم مبنى المجلس النيابي.

## أحداث الثورة
كانت الثورة الدستورية الفارسية هي الحدث الأول من نوعه في آسيا. حيث فتحت الثورة الطريق للتغيير المزلزل في فارس، مبشرًا بالعصر الحديث. ولقد شهدت فترة من الجدل غير المسبوق في الصحافة المزدهرة. ثم خلقت الثورة فرصًا جديدة وفتحت آفاقًا لا حدود لها على ما يبدو لمستقبل فارس. وقد حاربت جماعات عديدة مختلفة لتشكيل مسار الثورة، وقد تغيّرت كل فصائل المجتمع في نهاية المطاف بطريقة ما بسببها. النظام القديم، الذي كافح ناصر الدين شاه قاجار (Qajar) طويلاً ليبقى، ثم مات في النهاية، ليتم استبداله بالمؤسسات الجديدة والأشكال الجديدة من التعبيرات ونظام اجتماعي وسياسي جديد.
وتم إنشاء نظام ملكي دستوري بمرسوم من مظفر الدين شاه والذي نشأ في بلاد فارس نتيجة للثورة وانتهى في نهاية المطاف في 1925 مع حل أسرة قاجار وصعود رضا شاه بهلوي على العرش.
ولم تنتهِ الحركة بالثورة وإنما تبعتها حركة جيلان الدستورية.

## معلومات تاريخية

### السياق

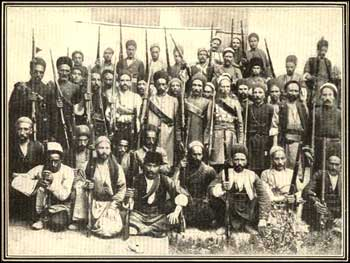
مقاتلوا تبريز الثوريون للثورة الدستورية الفارسية. الرجلان الموجودان في الوسط هما ستار خان وباقر خان

استمر الضعف والتدهور أثناء عهد مظفر الدين شاه قاجار القصير (1896 – 1907). وغالبًا ما كان يعتمد على مستشاره ليدير دولته اللامركزية. وتسبب موقفه المالي الحرج في التوقيع على كثير من التنازلات للقوى الأجنبية، في قائمة ممتدة من المواد التجارية بداية من الأسلحة وحتى التبغ. وبدأت طبقات النبلاء القائمة والسلطات الدينية والنخبة المتعلمة في المطالبة بنصيب في السلطة الملكية وتأسيس سيادة القانون حيث بدأ يتزايد قلقهم حيال النفوذ الأجنبي، وبخاصة النفوذ الروسي.
وكان قد اقترض عدة قروض رئيسية من روسيا وبريطانيا ليدفع ثمن أسلوب حياته الباهظة وتكاليف الحكومة المركزية. وفي عام 1900 دفع الشاه تكاليف جولة ملكية لأوروبا عن طريق اقتراض 22 مليون روبل من روسيا. وقد تم استخدام الإيرادات الجمركية الإيرانية كضمان لهذا القرض.

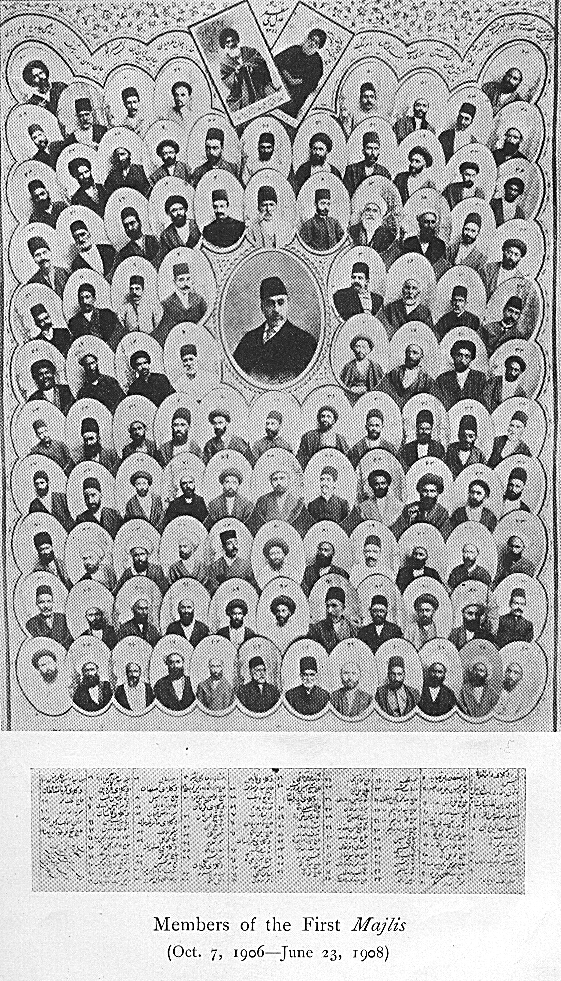
أعضاء المجلس الأول
(7 أكتوبر، 1906؛ 23 يونيه، 1908) الصورة المركزية تخص مرتضى كولي خان أود-دوله، الرئيس الأول للمجلس الأول. وقد كان وزيرًا للمالية لمدة سبعة أشهر عندما أاغتيل في السادس من فبراير لعام 1911 من قبل مواطني الجورجي في طهران.

### الاحتجاجات الأولى
في عام 1905 اندلعت الاحتجاجات على جمع رسوم فارس لتسديد القرض الروسي للجولة الملكية الخاصة بمظفر الدين شاه. وفي ديسمبر لعام 1905، عوقب تاجران من فارس في طهران بسبب فرض أسعار باهظة. وقد تم تعذيبهما (عذابًا مهينًا ومؤلمًا للغاية حيث يتم ضربهم بالعصا على باطن القدمين) على الملأ. وأعقب ذلك انتفاضة طبقة التجار، مع غلق التجار لمحالهم. وتبعهم رجال الدين نتيجة للتحالف الذي تشكل في ثورة التبغ 1891.

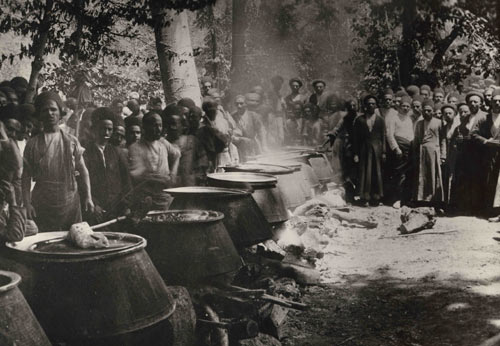
الباست (الاحتجاج) في السفارة البريطانية، 1906

سعت المجموعتان المحتجّتان إلى ملاذ في طهران، لكن الحكومة انتهكت هذا الملاذ ودخلت المسجد وفرقت المجموعة. وخلق هذا الانتهاك لحرمة المسجد حركة أوسع والتي سعت لإيجاد ملجأ لهم في مزار خارج طهران. وفي 12 يناير، استسلم الشاه للمحتجين ووافق على طرد رئيس وزرائه وتسليم السلطة إلى «بيت عدل» جديد، (أصبح بعد ذلك البرلمان). عاد الباستي (المحتجون الذين لاذوا بالمساجد) من المسجد منتصرين، راكبين عربات ملكية ويشيد بهم الجمهور المبتهج.
في معركة في أوائل عام 1906 قتلت الحكومة شريف (سليل النبي محمد). وتبع ذلك بوقت قصير مناوشات أكثر دموية عندما قتل قوزاق 22 محتجًا وجرح 100. وتم إغلاق الأسواق مرة أخرى ودخل العمال في إضراب، واتخذ عدد كبير منهم ملاذًا لهم في مدينة قم. ذهب الكثير من التجار إلى السفارة البريطانية والتي وافقت على تقديم حماية للباستي في أراضي مفوضيتهم.

### إنشاء الدستور
في صيف عام 1906 خيّم تقريبًا 12,000 رجل في حدائق السفارة البريطانية. ألقى الكثير منهم الخطب وكانت الأكثرية تنصت، فيما أُطلِق عليه مدرسة الهواء الطلق للعلوم السياسية وكان يتدارسون فيها الدستور. من هنا تولدت الحاجة للمجلس (البرلمان؛ وتعني التجمع أيضًا في الفارسية؛ وتنطق مادج-لس)، والتي كان هدفها هو الحد من سلطة الشاه. وفي أغسطس لعام 1906، وافق مظفر الدين شاه على السماح بالبرلمان، وفي الخريف، أُقيمت أول انتخابات. وتم انتخاب 156 عضوًا بأغلبية ساحقة أتت من طهران ومن طبقة التجار.
ميز أكتوبر 1906 الاجتماع الأول للمجلس، والذي منح نفسه على الفور الحق في صياغة دستور، وبعدها أصبح الجمعية الدستورية. وبدأ الشاه يشيخ ويمرض، وكان حضوره افتتاح البرلمان أحد آخر أعماله كملك. ومع ذلك لم يكن ابن مظفر الدين شاه محمد علي مطلعًا على الدستور. ولهذا كان عليهم أن يعملوا سريعًا، وبحلول 31 ديسمبر من عام 1906 وقع الشاه على الدستور، وتمت صياغته بالأساس من الدستور البلجيكي. ومنذ ذلك، أصبح الشاه «تحت حكم القانون»، وبات التاج منحة إلهية للشاه «من قبل الشعب». ومات مظفر الدين شاه بعد ذلك بخمس سنوات.

### النتائج المترتبة

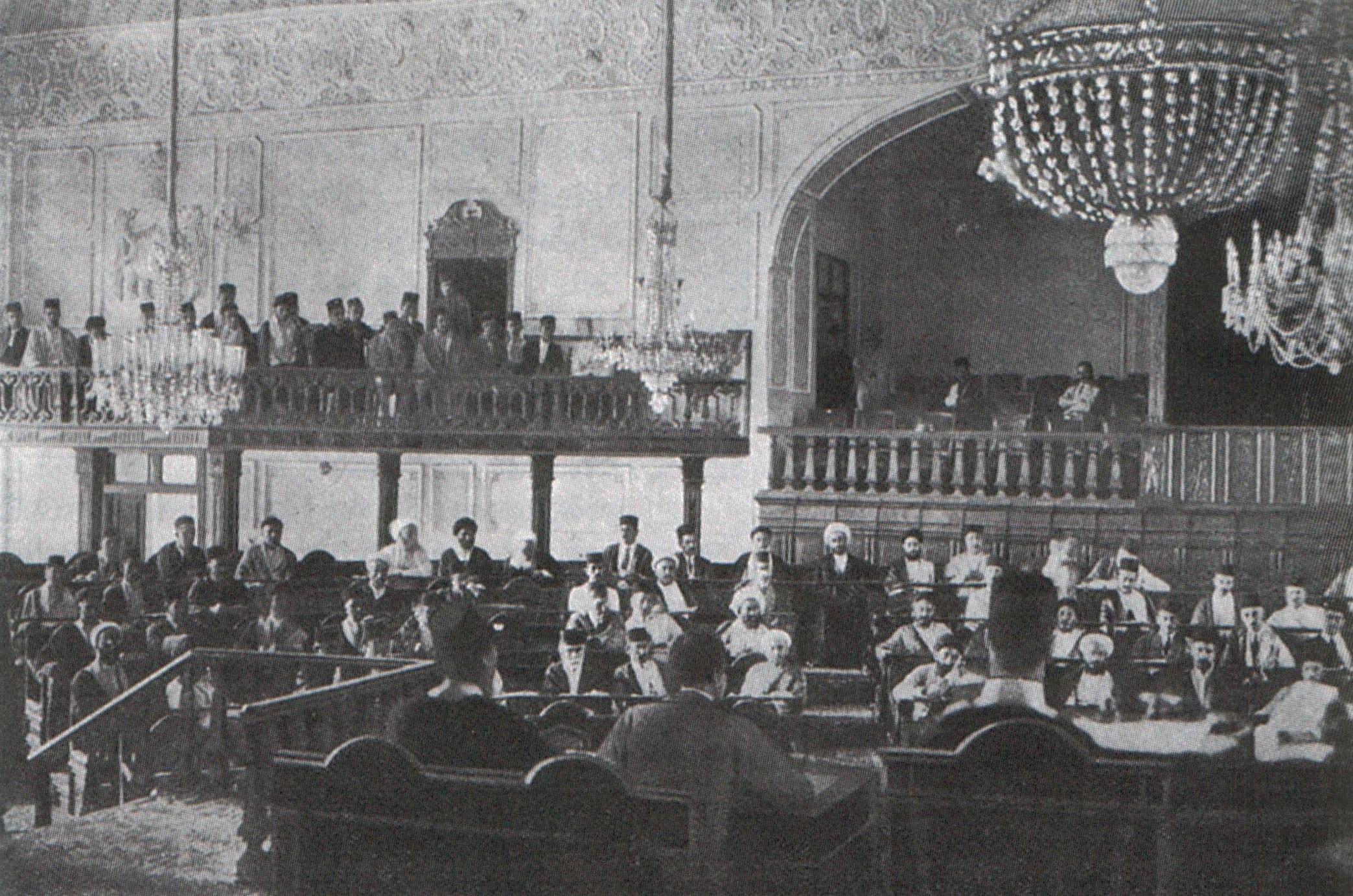
داخل البرلمان

في غضون العقود التي تلت تأسيس المجالس الجديدة حدث عدد من الأحداث الخطيرة. ويمكن اعتبار العديد من هذه الأحداث استمرارًا للصراع بين الدستوريين والحكام الشاه في فارس، حيث تمتع الكثير منهم بدعم القوى الأجنبية ضد المجلس.
وصل شاه قاجار السادس الشاه محمد علي إلى السلطة في يناير التالي. وتحرك «لاستغلال الانقسامات داخل صفوف الإصلاحيين» والتخلص من المجلس. وقسمت الاتفاقية الأنجلو روسية في أغسطس من عام 1907 إيران إلى منطقة روسية في الشمال ومنطقة بريطانية في الجنوب. وحول البريطانيون دعمهم للشاه، متخلين عن الدستوريين.
- حاولت فارس البقاء بعيدًا عن النفوذ الروسي من خلال مقاومتها عبر المجلس لسياسات الشاه.
- انعقد المجلس في مرجان شاستر لإصلاح الخزينة ضد الرغبات الأساسية لروسيا والشاه. فطردته روسيا.

استولى *رضا شاه على السلطة وقلّص سلطة المجلس.

## الأفراد المميزون

### الدستوريون
- ميرزا نصر الله خان - أول رئيس منتخب في إيران.
- ميرزا جاهانجير خان - مؤسس ومحرر صحيفة سور إسرافيل.
- مالك المتكالمين (انظر ميزرا جاهانجير خان)
- ميرزا سيد محمد الطباطبائي
- سيد جمال فايز
- مرجان شوستر (Morgan Shuster)
- سيد حسين أردابيلي - عضو الحزب الديمقراطي في طهران ومشهد.
- عارف قزوینی
- ميرزا علي شيرازي
- علي أكبر داهخدا
- ستار خان - أحد القادة الرئيسيين للحركة الثورية.
- حاج بابا خان أرادابيلي - بطل الثورة الدستورية في طهران وتبريزي وأردابيل.
- باقر خان
- ميزرا كشك خان - مؤسس الحركة الثورية معتمدًا على غابات جيلان.
- ميرزت مالكزم خان
- يبرم خان - قائد الثورة الإيرانية الأرمينية. جُرح ستار خان في إطار نزع سلاح الثوار في طهران كقائد لقوة شرطة طهران أثناء الحكومة الدستورية المؤقتة.
- ساردار أسد - زعيم قبلي بختياري والذي استولت قواته على طهران في عام 1909 للحركة الدستورية.
- بيبي خاتون أستارابادي - كاتبة وهاجية وأحد رواد حركة المرأة الإيرانية.
- حسن بيرنيا
- أحمد كسروي
- حاج سيد محمد صاراف - تاجر ومصرفي من أسرة العلوي في طهران. أحد زعماء الحزب الديمقراطي نائب المجلس الأول لمصرفي طهران ونائب المجلس الرابع لشعب طهران. وكان شقيقه هاج سيد جواد خزانة، خازن مظفر الدين شاه في وقت قيام الثورة الدستورية وكان حفيده كاتبًا شهيرًا وهو بزرك علوي
- محمد تقي بهار
- سيد حسن تاقيزاديه
- ميرزا عبد الرحيم تالبيوف تبريزي - مفكر ومصلح اجتماعي
- عبد الحسين تيمورتاش
- عبد الحسين ميزرا فارمنفارما
- سيباهسالار تونيكابوني (Sepahsalar Tonekaboni) - قائد القوات الثورية الدستورية في الشمال من مقاطعات جيلان ومازانداران، وكان أول من وصل طهران وحرر المدينة من القوات الملكية وأصبح أول زعيم للحكومة الدستورية.
- هوارد باسكرفيل (Howard Baskerville - معلم أمريكي حارب جنبًا إلى جنب مع الدستوريين.
- محمد مصدق - قومي ليبرالي ورئيس الوزراء المستقبلي لإيران
- مرتضى غولي خان هدايت

### الملوك
- مظفر الدين شاه قاجار - شاه فارس الذي وقع على الدستور، وبالتالي إقامة أول ملكية دستورية.
- محمد علي صالح - ابن مظفر الدين شاه. محاولات لنقض الدستور
- الأمير سلطان عبد المجيد ميرزا
- شيخ فضل الله نوري - رجل الدين الذي أيد الملك ووقف ضد الثورة الدستورية. وبعد انتصار أي سي أم (ICM) تم شنقه.
- فلاديمير ليكوف - كولونيل روسي وقائد كتيبة القوزاق الفارسية أثناء حكم محمد على شاه قاجار. قصف وحاصر مقر مجلس إيران.
- أرفع الدولة (Arfa' ed-Dawlah)
- حسين قولي خان هدايت مخبر الدولة الثاني (1848–1916)

### شخصيات دينية
- محمد كاظم الخراساني، دستوري.
- سيد جمال الدين فايز الأصفهاني، دستوري.
- مالك المتكالمين (), دستوري (انظر ميزرا جاهانجير خان ومحمد علي جمال زاده).
- سيد عبد الله البهبهاني (صورة:صورة سيد عبد الله البهبهاني)، دستوري (انظرسيد حسن تاجيزاده).
- ميرزا سيد محمد الطباطبائي، دستوري.
- ميرزا حسين نأيني، دستوري.
- محمد كاظم يازدي، ضد الدستوريين.
- شيخ فضل الله نوري، ضد الدستوريين.
- ميرزا أبو طالب زانجاني، ضد الدستوريين.

## كتابات أخرى
- مانغول بيات (Mangol Bayat)، ثورة إيران الأولى: التشيع والثورة الدستورية في الفترة من 1905 – 1909، دراسات في تاريخ الشرق الأوسط، صفحة 336. (مطبوعات جامعة أكسفورد (Oxford)، 1991). ISBN 0-19-506822-X
- براون، جيه. إدوارد (Browne, Edward G)، «الثورة الفارسية عام 1905 - 1909»، ناشرو ماجي (يوليه 1995). ISBN 0-934211-45-0
- أفاري، جانيت (Afary, Janet)، "ثورة إيران الدستورية، 1906 - 1911"، مطبوعات جامعة كولومبيا (Columbia) 1996. ISBN 0-231-10351-4
- فوران، جون (Foran, John). «نقاط الضعف والقوة في تحالف إيران الشعبوي: دراسة تحليلية للثورة الدستورية 1905 - 1911»، النظرية والمجتمع، الجزء 20، رقم 6 (ديسمبر 1991)، pp. 795–823. <795:TSAWOI>2.0.CO;2-3 جستور (JSTOR)

## وصلات خارجية
- Reza Jamāli in conversation with Dr Abbās Amānat, Professor of History and International and Area Studies at جامعة ييل، in Persian, Radio Zamaneh, August 7, 2008, . Audio recording: .
- Shokā Sahrāi, Photographs of the Constitutional Revolution of Iran, in Persian, Jadid Online, 2007, .
Slide Show, narrated by Dr Bāqer Āqeli, Jadid Online, 2007:  (4 min 30 sec).
- Constitutional Revolution of Iran